# Братиславський тролейбус
Братиславський тролейбус — діюча тролейбусна мережа у Братиславі, Словаччина.

## Історія
Тролейбуси вперше працювали в Братиславі впродовж 1909—1915 років. 7 тролейбусів Daimler-Stoll були призначені для експлуатації на трасі з вулиці Празька від пивного будинку Палуг'я (нині — словацький завод) до Železná studnička довжиною 5,8 км. Проте, 1915 року вже закінчилася операція з технічних проблем (знос машин з твердими гумовими шинами на поганих дорогах, труднощі при високих підйомах і аваріях двигунів).
Тролейбуси знову вийшли на вулиці Братислави 1941 року, коли місто було столицею словацької держави. Перший маршрут був відкритий від Словацького національного театру до головного залізничного вокзалу і працювало 14 тролейбусів MAN-Siemens. У тому ж році була побудова лінія в Патроні, а 1943 року — до Колібі та Червоного Хреста. Більша частина мережі побудована впродовж 1951—1961 років. У другій половині 1960-х і першій половині 1970-х років, внаслідок реконструкції автошляхів і дешевого дизельного палива, були ліквідовані деякі лінії. Тролейбуси збереглися лише в горбистій північно-західній частині міста, де 1976 року було відкрито депо Vozovňa Hroboňova. Подальший розвиток тролейбусних перевезень відбувався у 1980-х роках в контексті переоцінки нафти та прагнення до більш екологічно чистого середовища.
Тролейбусний рух продовжував розвиватися повільніше у 1990-х роках. У 1999 році лінії були відкриті до Національного інституту серцевих хвороб (зазвичай називають — NOSSCH) і до Національного інституту раку (остаточна абревіатура не використовується).
На початку 2000-х років основних складом були представлені тролейбуси Škoda 14Tr. Моделі цього типу в експлуатації датуються 1982—1991 роками, деякі з них пройшли модернізацію і називаються Škoda 14TrM, тобто той же тип тролейбуса, який ніколи не вироблявся в Братиславі. Єдиним тролейбусом іншого типу є низькоповерховий тролейбус Škoda 21TrACI № 6401 2003 року випуску.
Зчленовані шарнірні моделі типу Škoda 15Tr (в експлуатації з 1989 по 1992 роки) і Škoda 15TrM (з 1997 по 2002 роки). У 2006 році в корпусі автобуса Karosa Citelis 18M було побудовано 6 шарнірно-орієнтованих тролейбусів типу Škoda 25Tr. Однак переваги, які надає об'єднання автобусів і тролейбусів, не змогли бути використані Братиславською транспортною компанією через автобуси Karosa Citelis та/або автобус. їх попередник, CityBus, не експлуатує і не поновлює свій склад з 2006 року, поставляючи автобуси Solaris.
Тролейбуси Škoda 25Tr, як і Škoda 21TrACI обладнані допоміжними дизельними агрегатами. Таким чином, вони діють на маршрутах № 33, 133 і у вихідних — на маршруті № 32, які курсують частково на ділянках маршрутів, які не мають контактної мережі. Ці лінії були розгорнуті з моменту відкриття тролейбусної лінії Molecova — Kuklovska 4 вересня 2006 року, не пов'язаної з іншою мережею, до того, їх тоді обслуговували автобусні маршрути № 32 і 33, коли маршруту № 133 не існувало. На лініях № 32 і 133 тролейбуси прямують на допоміжному блоці на ділянках Molecova — Pri Suchom, а Molecova — Nový most, на лінії № 33, прямують тільки через кільце Molecova, яке не згорнуте, а тягова лінія встановлена пізніше. Очевидно, що безперервне включення/вимикання дизельного двигуна не доводиться до транспортних засобів, а втягування і перевтілення пантографів до остаточного транспорту Molecova затримується, навіть якщо воно автоматично здійснюється з водійської станції (у випадку керування візком). Крім того, тролейбуси мають низьку потужність і високу витрату палива на дизельних двигунах. Через відсутність тролейбусів з дизельними двигунами, автобуси також широко використовуються на лініях, що обслуговують нову лінію до Kuklovska, що ставить під сумнів користь цієї лінії від якості навколишнього середовища та сенсу його будівництва. Іншою надзвичайною особливістю нової лінії є параметри лінії № 133, яка пролягає по маршруту Kuklovska — Molecova — Novy most, який працює тільки в ранкові години пік з Кукловськими відправленнями через 15 хвилин між 06:20 і 07:35. Таким чином, пряме підключення Dlhé Dielů до центру міста забезпечується в дуже обмеженій мірі, але ціною непотрібної складності лінійного управління та відходів нафти.

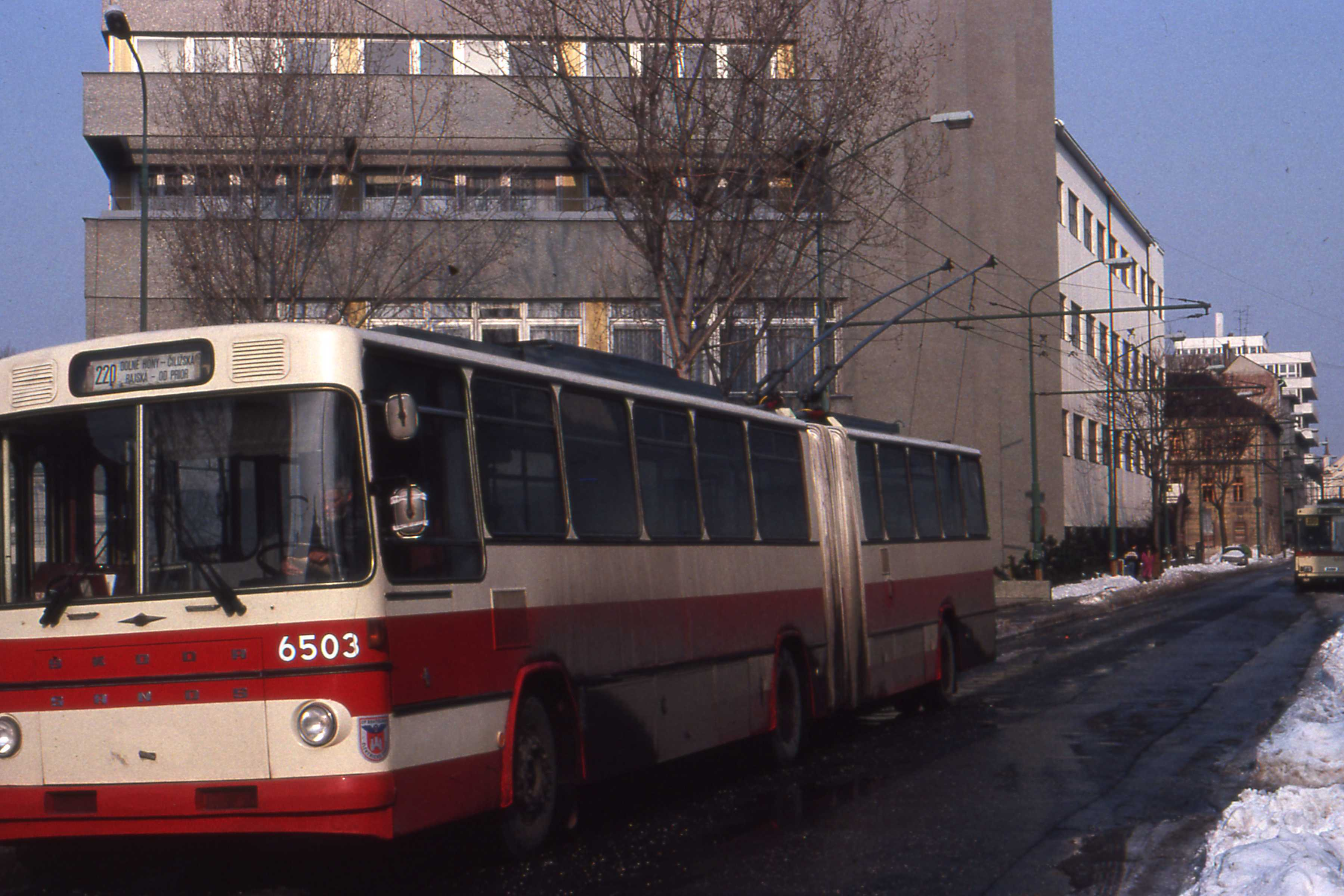
Škoda-Sanos S 200Tr
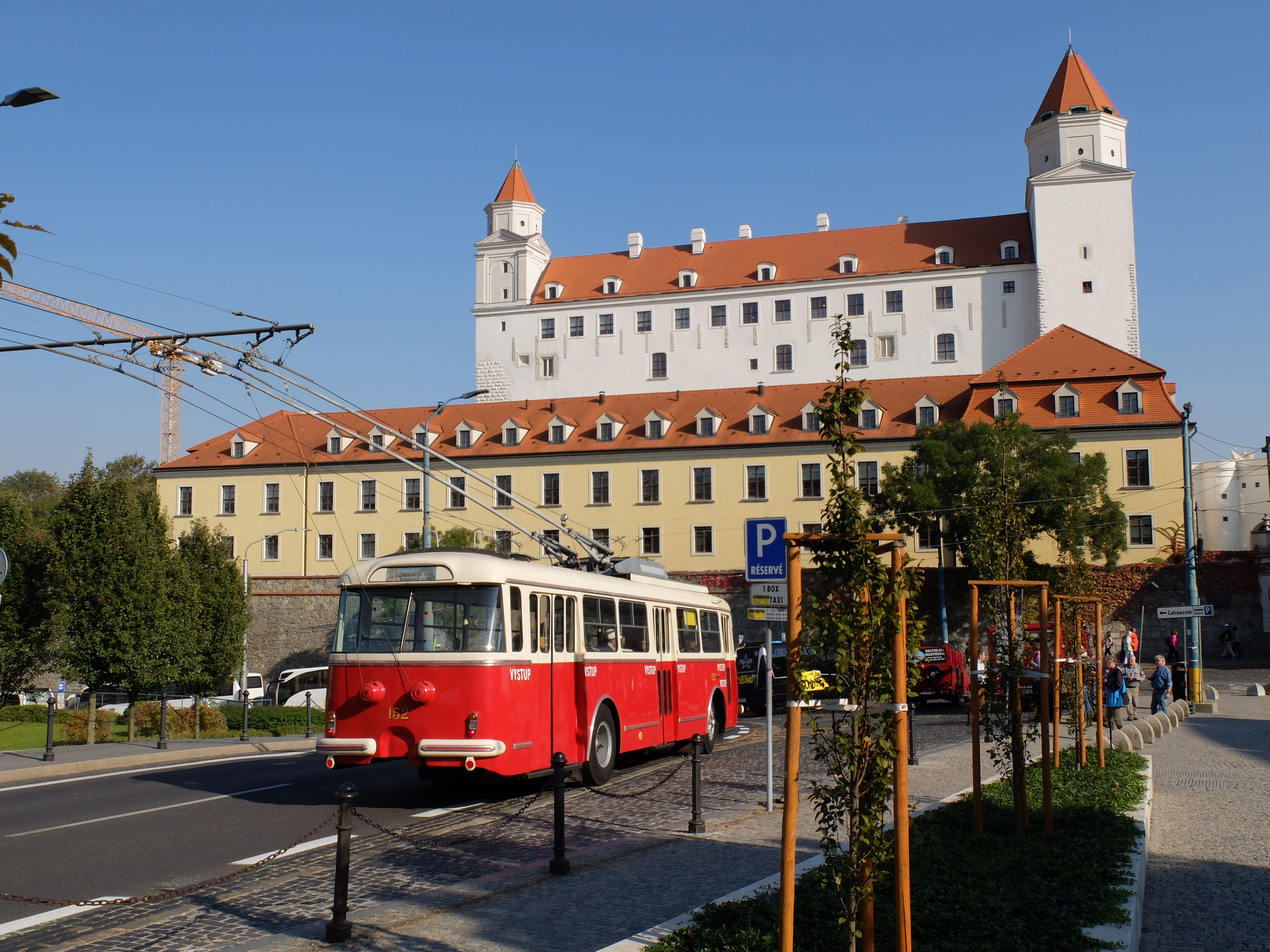
Škoda 9Tr
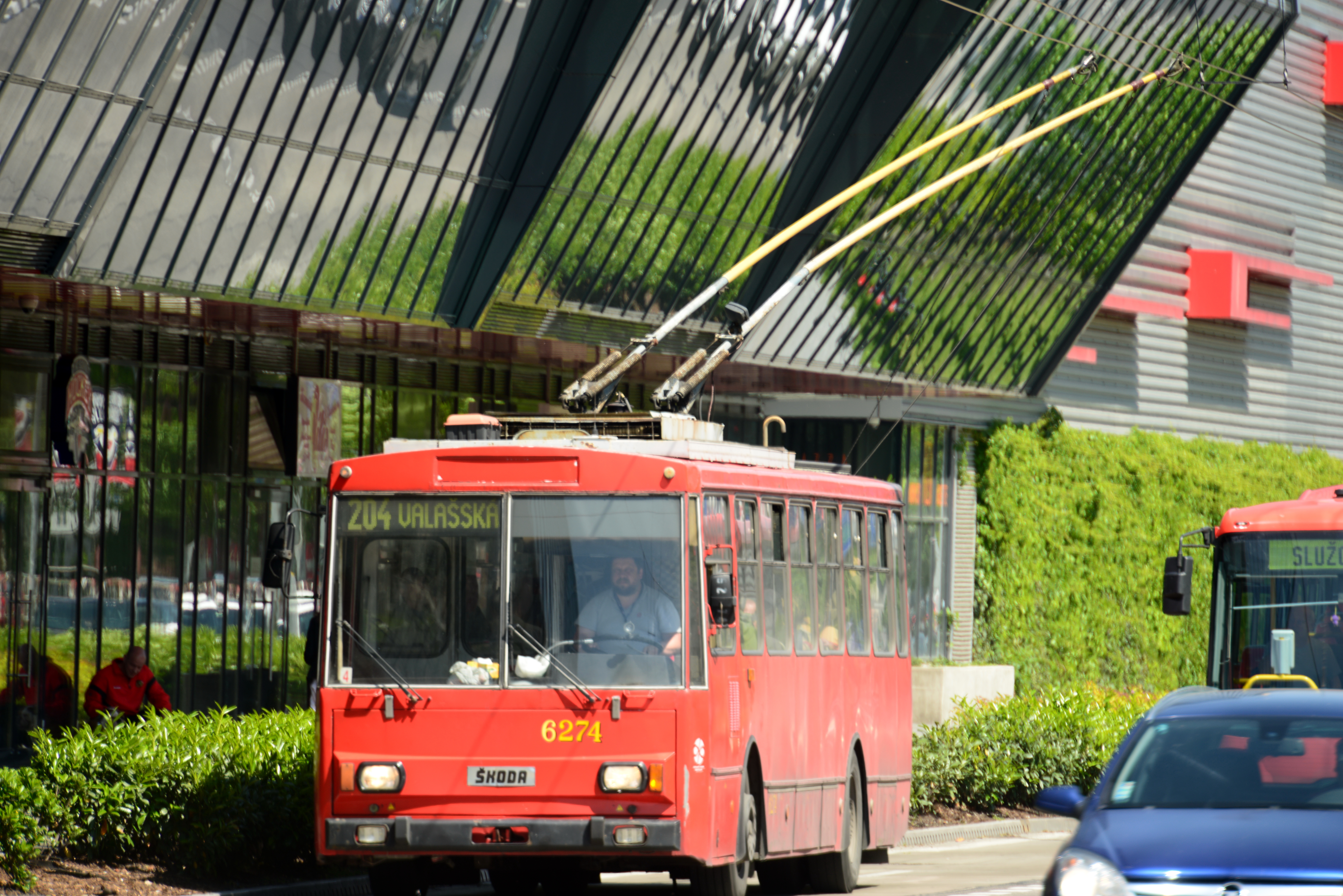
Škoda 14Tr
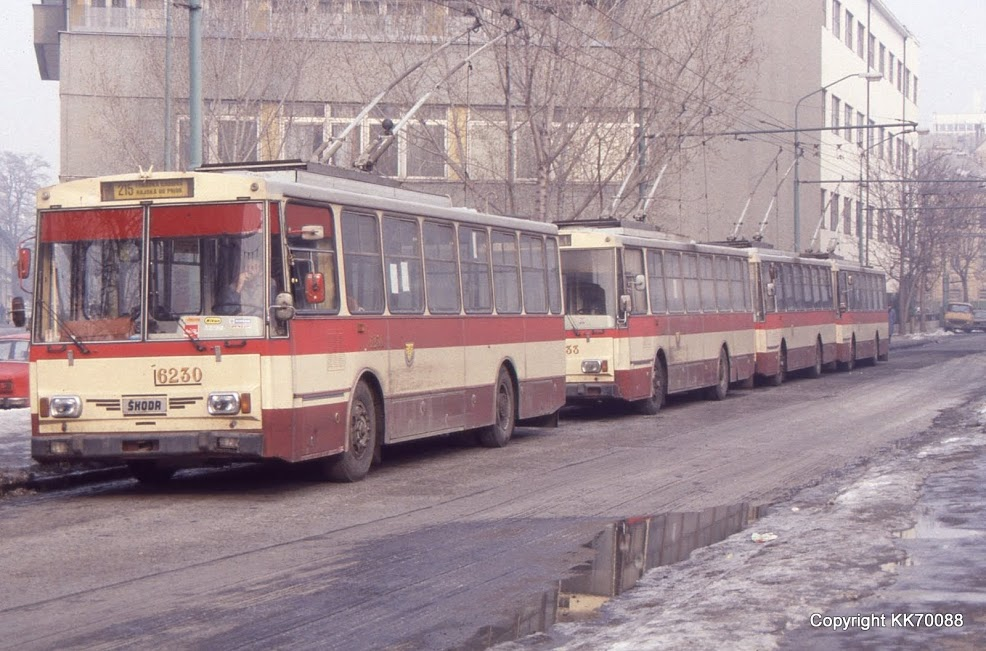
Škoda 14Tr
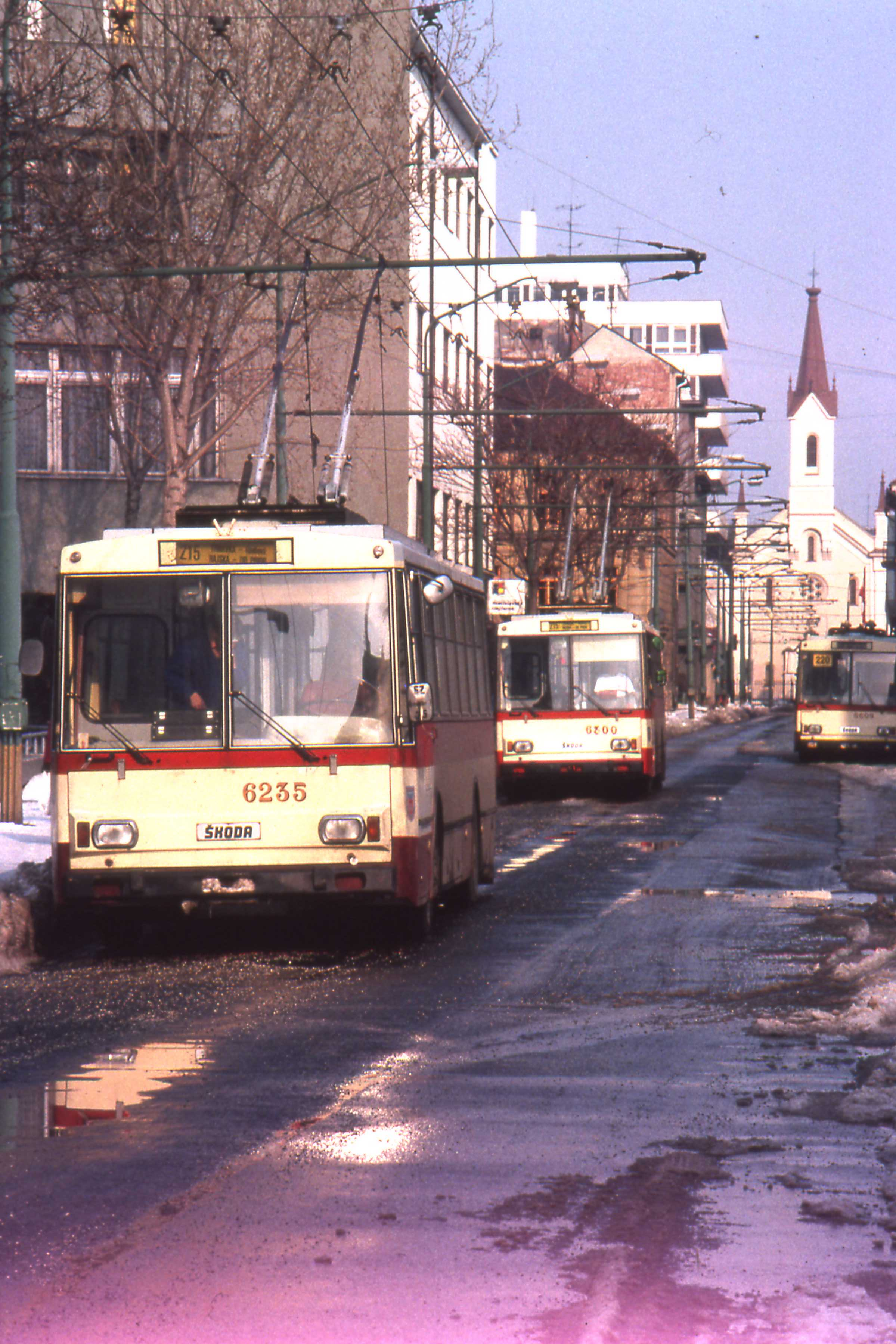
Škoda 14Tr
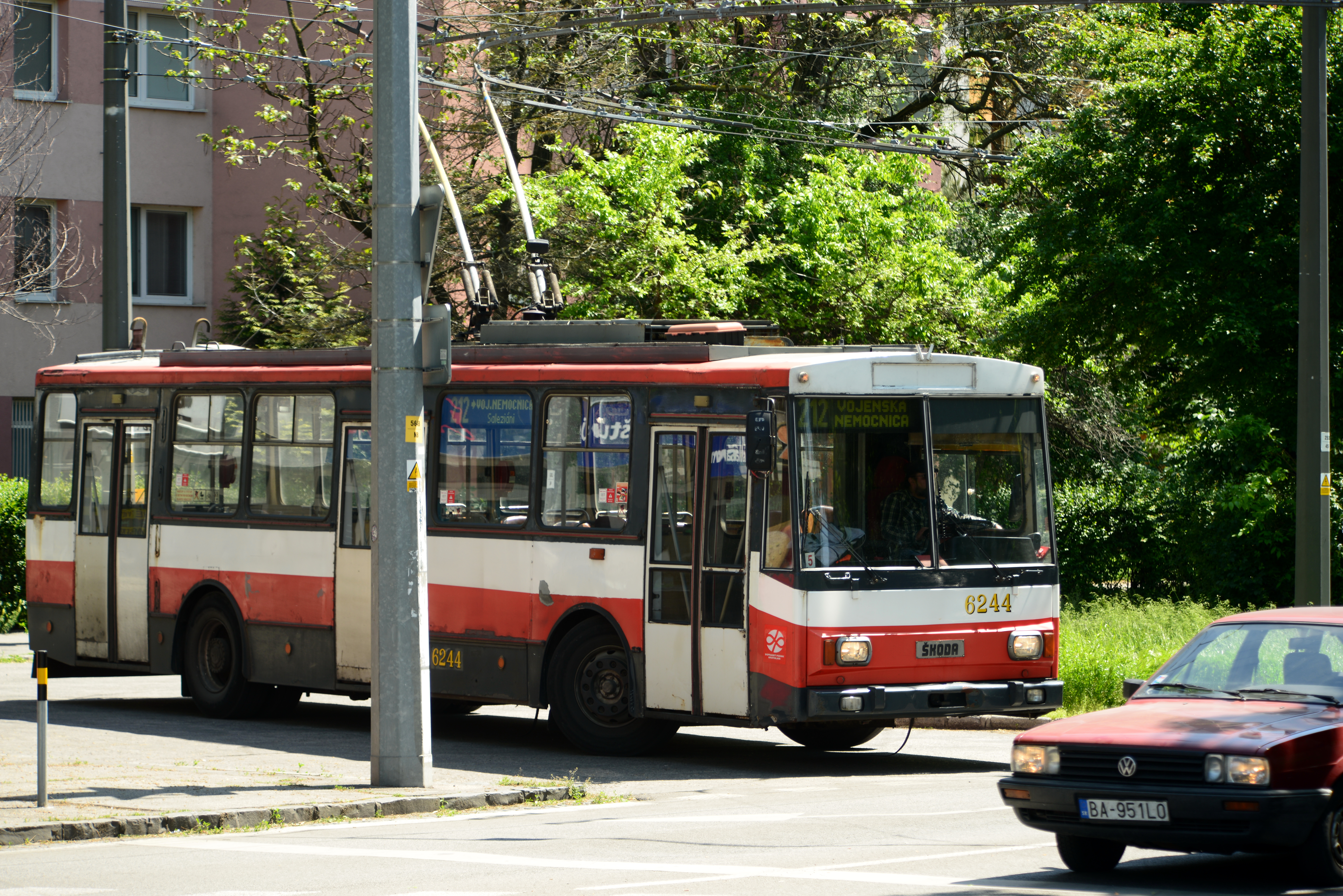
Škoda 14Tr

## Маршрути
Оригінальна система, в якій тролейбусні лінії були відзначені в цифровому діапазоні 2хх, а автобусні — в діапазоні 20—199, втратила значення після відкриття лінії до Kuklovská. Номер автобуса також позначений лінією № 133, яка експлуатується шляхом перетину з лінії № 33, але обслуговується тільки тролейбусами.
Регулярні тролейбусні лінії розташовані на наступних маршрутах (перераховані лише вибрані зупинки):
| Перелік тролейбусних і автобусних маршрутів в м. Братислава |                                         |
| №                                                           | Маршрут руху                            |
| 33                                                          | Dlhé diely - Riviéra                    |
| 40                                                          | Hlavná stanica - Nové SND               |
| 42                                                          | Cintorín Vrakuňa - Červený most         |
| 44                                                          | Koliba - Búdková                        |
| 45                                                          | Kramáre, NOÚ - Červený most             |
| 47                                                          | Zimný štadión - Červený most            |
| 49                                                          | Mliekarenská - Kramáre NOÚ/NÚSCH        |
| 60                                                          | Trnávka, Rádiová - Rajská               |
| 64                                                          | Valašská - Jelačičova                   |
| 71                                                          | Dolné hony, Čiližská - Hlavná stanica   |
| 72                                                          | Dolné hony, Čiližská - Rajská           |
| N44                                                         | Koliba - Hodžovo námestie               |
| N47                                                         | Valašská - Hodžovo námestie             |
| N72                                                         | Dolné hony, Čiližská - Hodžovo námestie |

Перспективи
У майбутньому очікується великий розвиток тролейбусної мережі, але це питання, яка з цих ліній буде реалізована і коли. На Petržalka планується побудувати розгалужену мережу, яка повинна бути доповненням до високошвидкісної трамвайної лінії. Зараз на лівому березі Дунаю проходять тролейбуси, а також трамваї. Більш того, тролейбусами можна було б перевозити, наприклад, з Патронки до Ламача, від Коліби до Національного інституту раку, між Приєвожем і Дольні Хоні навколо Словнафта, від Прієвоза до ЖСТ Нове Місце або від Радіовії до Студени. Нові лінії повинні бути побудовані в Приєвосі і Яницькому дворі. Однак зараз, коли неможливо забезпечити виключно тролейбусами на існуючій мережі, такі плани, здається, є утопією.

## Рухомий склад
| Статистика рухомого складу станом на квітень 2019 року |         |                          |
| Тип моделі                                             | Фото    | Кількість (всього/діючі) |
| Škoda 31Tr SOR                                         |         | 70 / 70                  |
| Škoda 30Tr SOR                                         |         | 50 / 50                  |
| Škoda 25Tr Irisbus Citelis                             |         | 6 / 6                    |
| Škoda 14Tr                                             |         | 5 / 4                    |
| Škoda 15Tr                                             |         | 2 / 2                    |
| Škoda 21Tr                                             |         | 1 / 0                    |
|                                                        | Всього: | 134 / 132                |

Братиславська транспортна компанія також має кілька історичних тролейбусів. Найстарішим з них є FBW-Oerlikon № 80 (1944 року випуску), Škoda 9Tr № 152 (1978 року випуску), Škoda 9Tr № 53 (1981 року випуску), дві шарнірні Skoda-Sanos S200 № 6505 від (1984 року випуску) і № 6517 (1985 року випуску), які на даний час зберігаються на відкритому повітрі в депо Vozovňa Hroboňova.
Більшість тролейбусів пофарбовані у червоно-сіро-білій колір, а останні червоні тролейбусі працюють в оригінальному кольорі з червоних вершків. На тролейбусах Škoda 25Tr, на відміну від інших типів, сірий колір є легким. Є також повномасштабні рекламні покриття, які не отримали широкого розповсюдження. Більшість тролейбусів обладнано цифровими інформаторами.

## Депо
Тролейбуси обслуговуються у двох депо Vozovňa Hroboňova і Vozovňa Trnávka, електробуси обслуговує Vozovňa Krasňany.
| Рік відкриття | Назва депо                                   | Примітка                            |
| ------------- | -------------------------------------------- | ----------------------------------- |
| 1941          | Vozovňa Prístavná (Martanovičova, Pribinova) | Закрито 1964 року                   |
| 1943          | Vozovňa Hroboňova                            |                                     |
| 1955          | Vozovňa Trnávka                              |                                     |
| 25.01.2018    | Vozovňa Krasňany                             | Підприємство обслуговує електробуси |

## Галерея

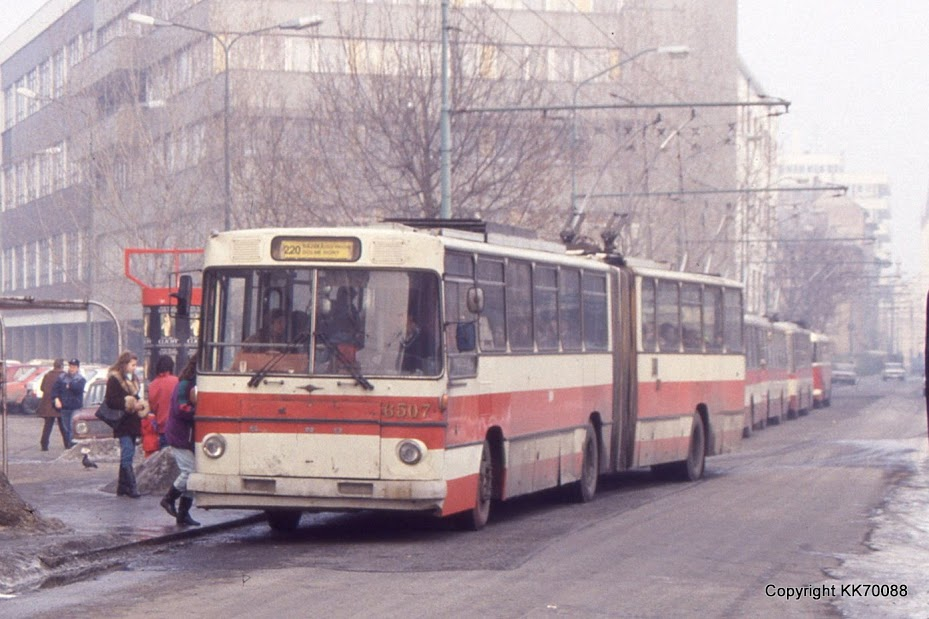
Škoda-Sanos S 200Tr
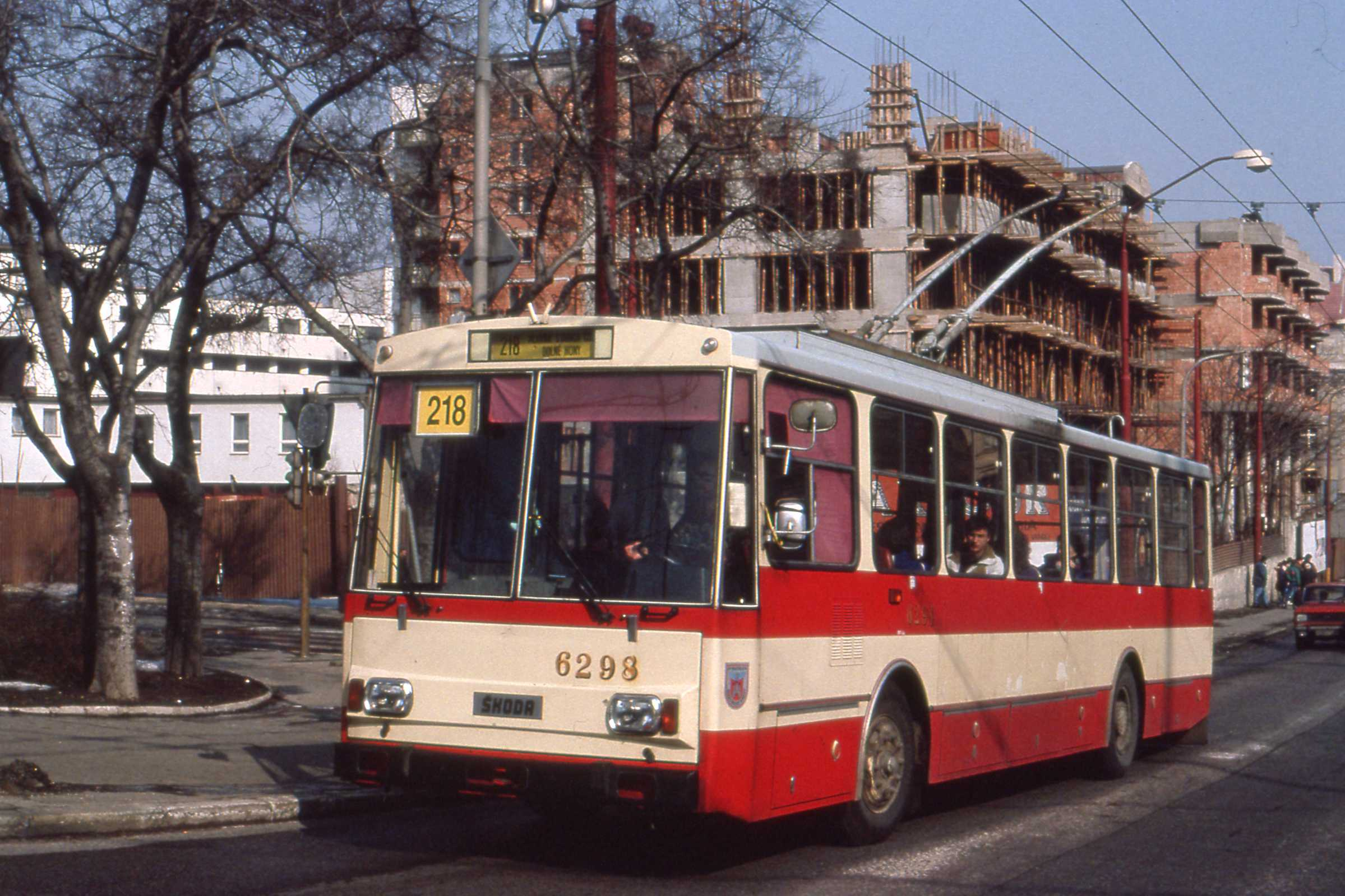
Škoda 14Tr
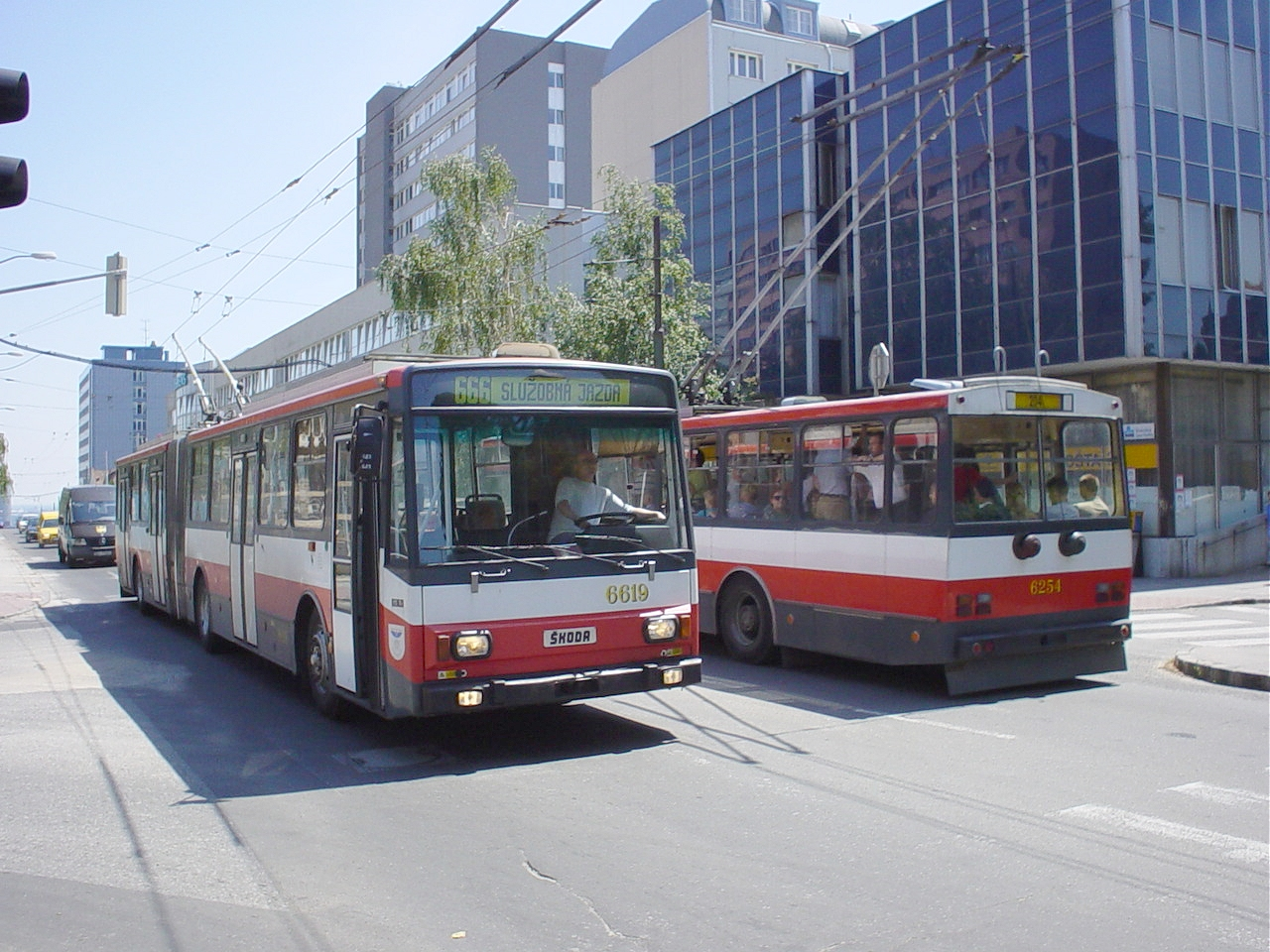
Škoda 14Tr
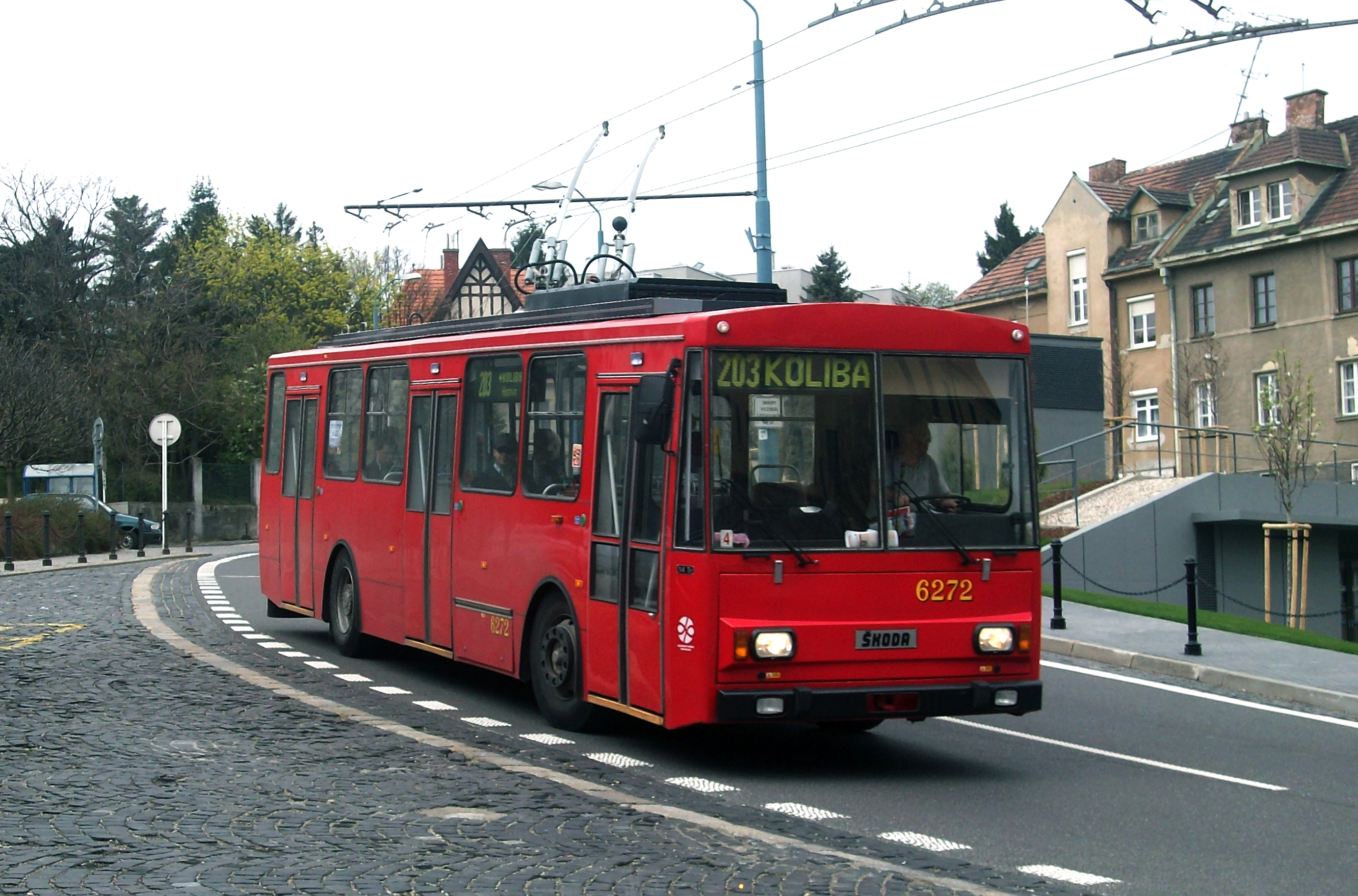
Škoda 14Tr

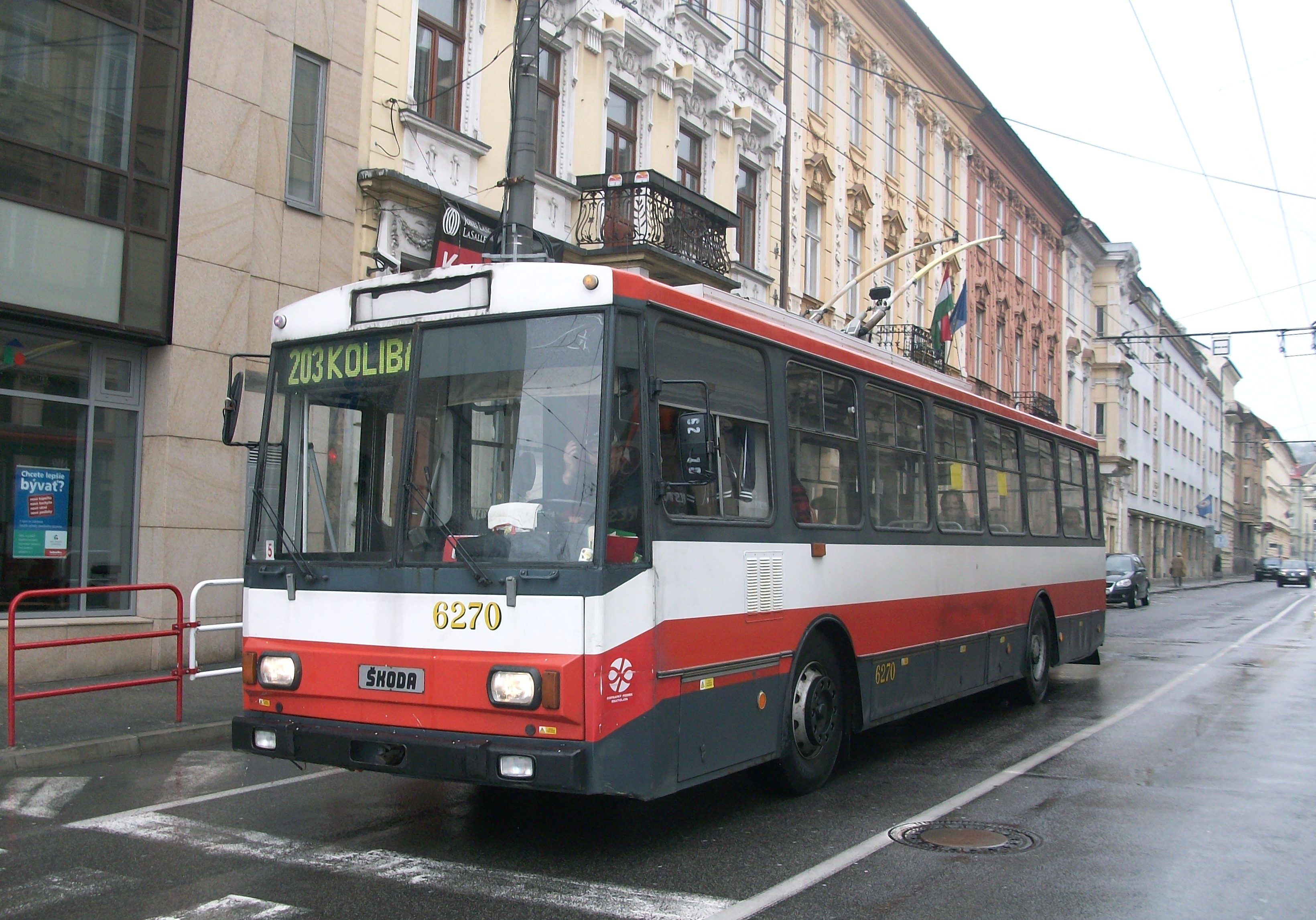
Škoda 14Tr
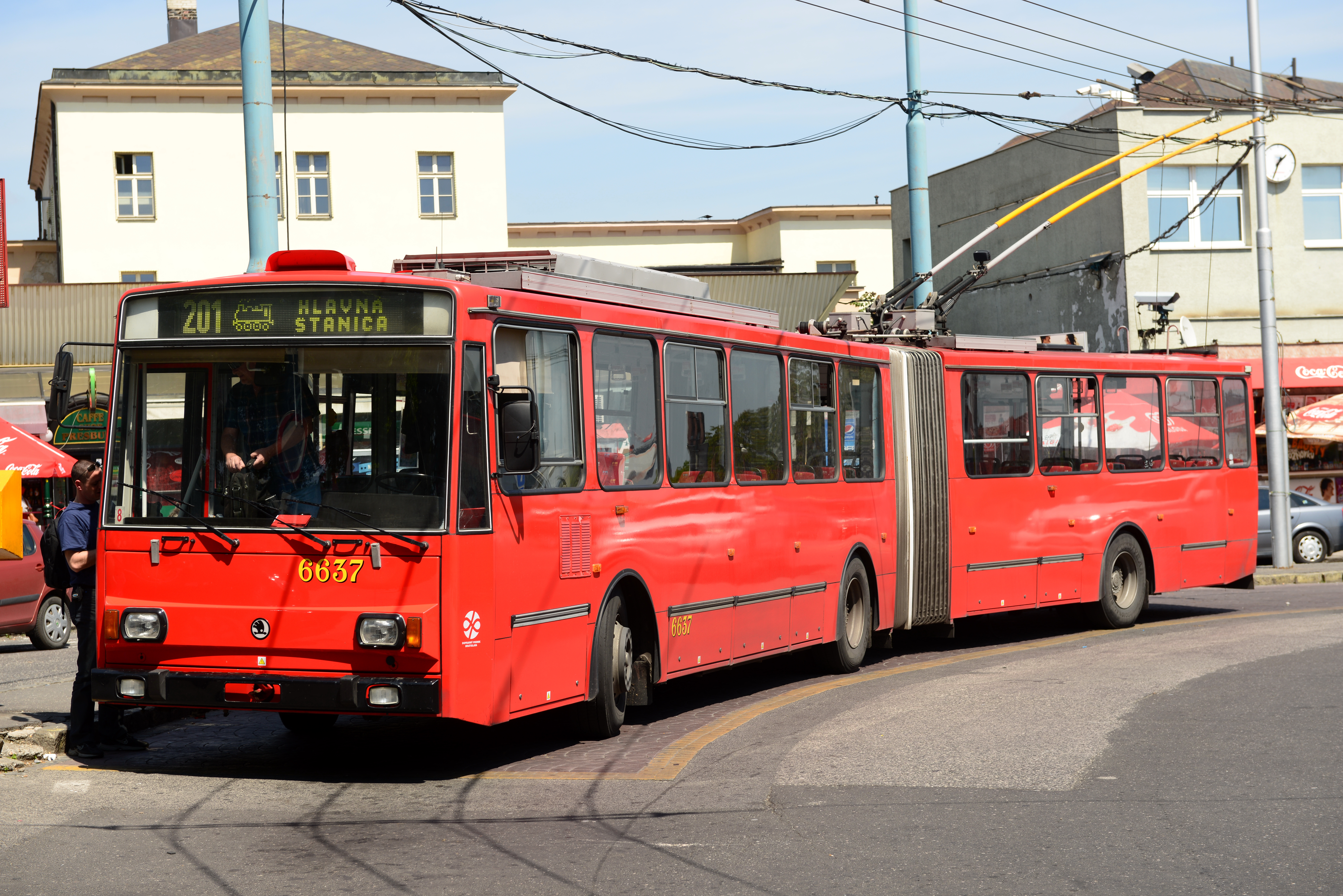
Škoda 15Tr
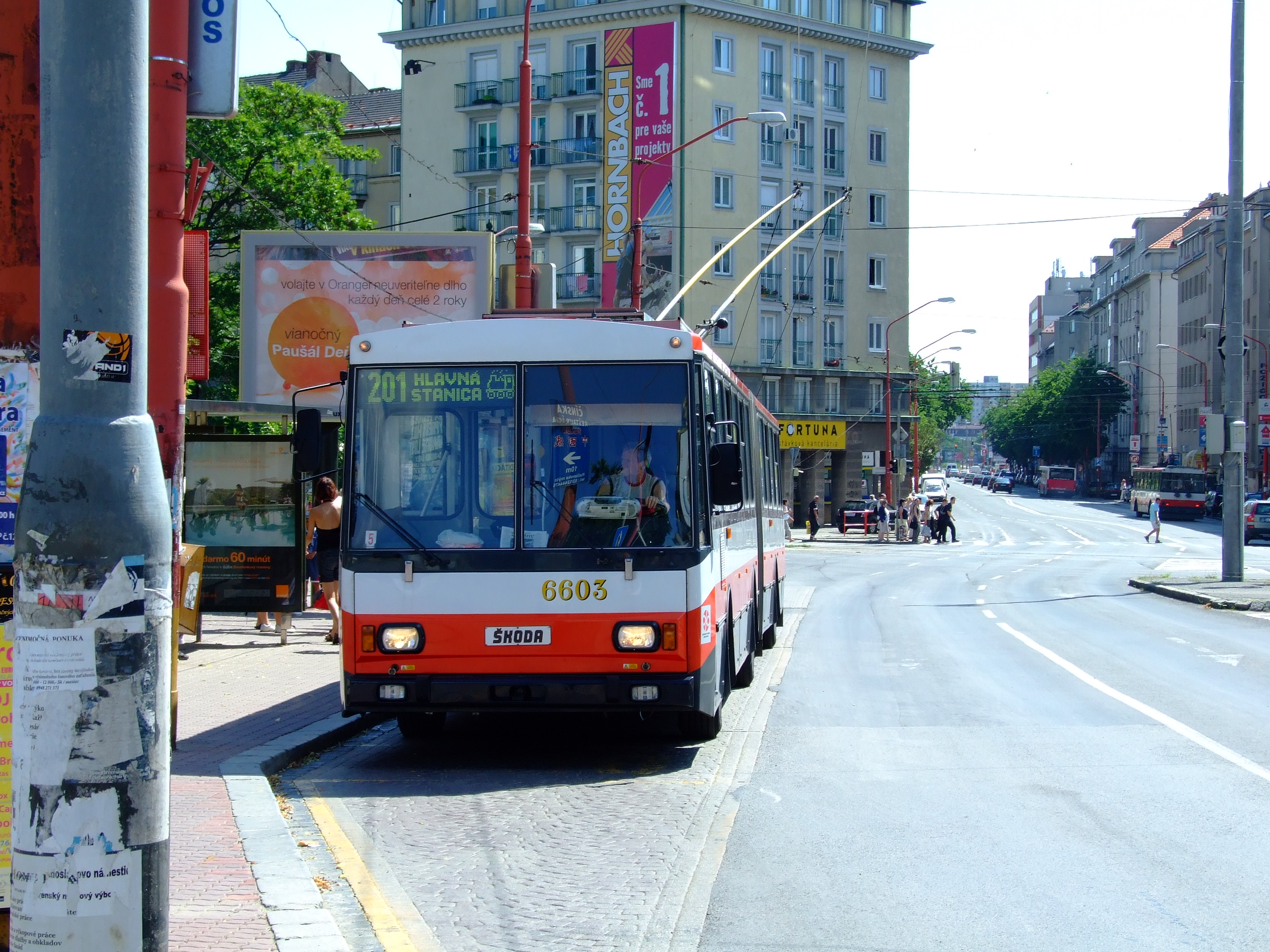
Škoda 15Tr
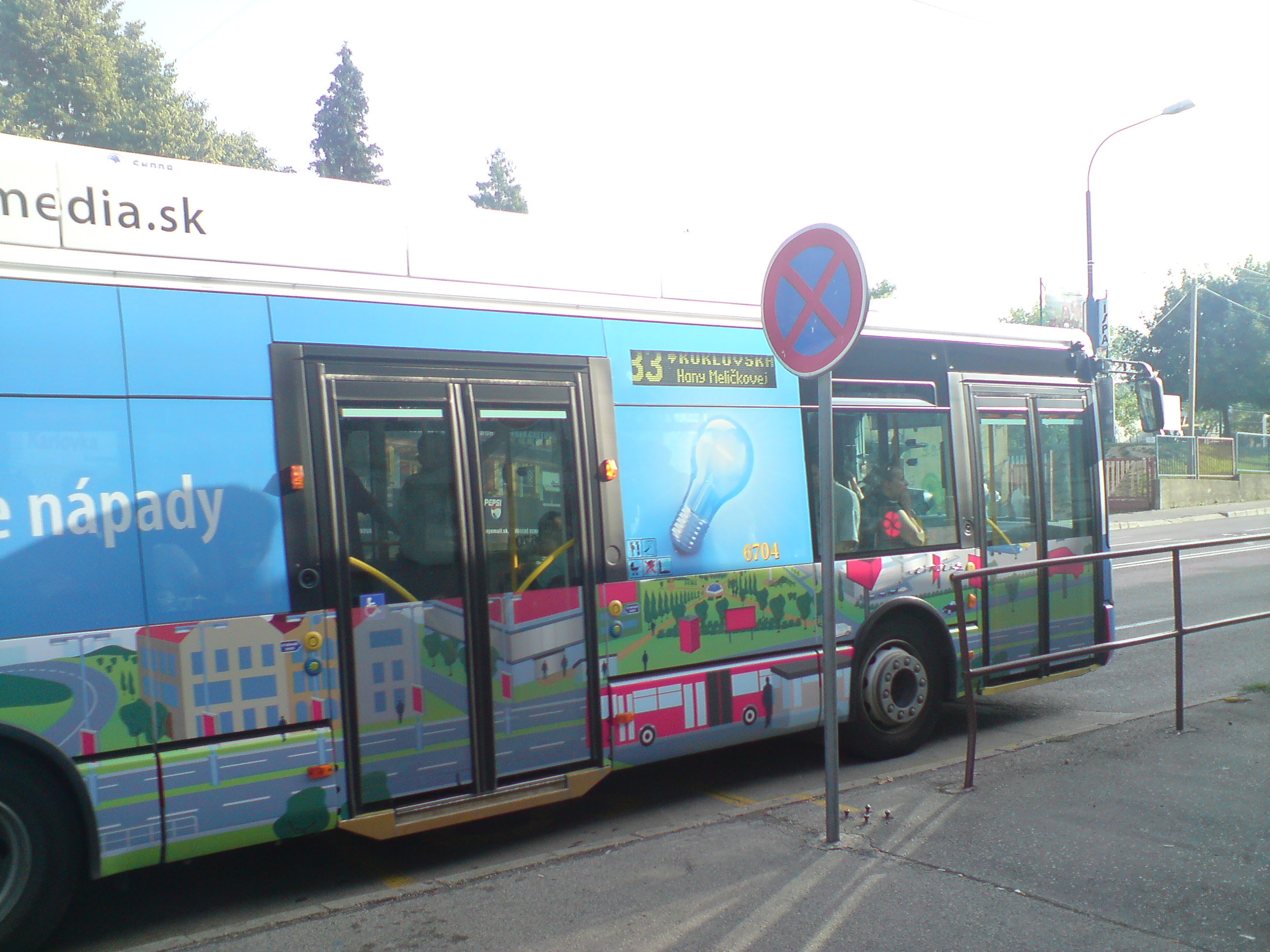
Škoda 25Tr Irisbus